# Kārlis Skrastiņš
Kārlis Skrastiņš (ur. 9 lipca 1974 w Rydze, zm. 7 września 2011 w Jarosławiu) – łotewski hokeista, reprezentant Łotwy.

## Kariera
- Dinamo Ryga[1] (1991–1995)
- TPS (1995–1998)
- Nashville Predators (1998–2003)
- Milwaukee Admirals (1998–2000)
- Colorado Avalanche (2003–2004)
- HK Riga 2000 (2004–2005)
- Colorado Avalanche (2005–2007)
- Florida Panthers (2008–2009)
- Dallas Stars (2009–2011)
- Łokomotiw Jarosław (2011)

Kārlis Skrastiņš rozpoczął swoją karierę w 1991 w zespole Pārdaugava Ryga. W 1998 został wybrany przez Nashville Predators w 9 rundzie draftu NHL. Reprezentował ten zespół przez kolejne pięć lat do momentu, gdy został pozyskany w 2003 roku przez drużynę Colorado Avalanche.
W trakcie trwania lokautu w NHL wrócił do Europy, by reprezentować zespół HK Riga 2000. Po wznowieniu rozgrywek NHL reprezentował ponownie zespół Colorado Avalanche. Przez kolejne pięć sezonów reprezentował również drużyny Florida Panthers oraz Dallas Stars.
Wystąpił 84 meczach reprezentacji Łotwy w latach 1993–2010. Uczestniczył w turniejach o Mistrzostwach Świata w 1993 (Grupa C), 1994, 1995, 1996 (Grupa B), 1997, 1998, 1999, 2000, 2001, 2003, 2005, 2009 oraz na Zimowych Igrzyskach Olimpijskich 2006 i 2010.
Po jedenastu sezonach spędzonych na lodowiskach NHL 17 maja 2011, postanowił podpisać kontrakt z drużyną KHL Łokomotiw Jarosław. Zginął 7 września 2011 w katastrofie samolotu pasażerskiego Jak-42D w pobliżu Jarosławia. Wraz z drużyną leciał do Mińska na mecz z Dynama Mińsk, inaugurujący sezon 2011/12 w lidze KHL. Został pochowany na Cmentarzu Leśnym w Rydze.
Po jego śmierci Łotewska Federacja Hokejowa zastrzegła numer „7”, z jakim Skrastiņš występował w reprezentacji.

## Sukcesy
Klubowe
- Srebrny medal Mistrzostw Finlandii: 1997 z TPS
- Mistrzostwo Europejskiej Ligi Hokeja na Lodzie: 1997 z TPS
- Złoty medal Mistrzostw Łotwy: 2005 z HK Riga 2000

Indywidualne
- Mistrzostwa Świata w Hokeju na Lodzie 2009 (elita): jeden z trzech najlepszych zawodników reprezentacji